# Canoagem nos Jogos Olímpicos de Verão de 2020 - C-2 1000 m masculino
A competição do C-2 1000 metros masculino da canoagem nos Jogos Olímpicos de Verão de 2020 ocorreu nos dias 2 e 3 de agosto de 2021 no Sea Forest Waterway, em Tóquio. Um total de 28 canoístas de 14 Comitês Olímpicos Nacionais (CON) participaram do evento.

## Qualificação
Cada Comitê Olímpico Nacional (CON) poderia qualificar apenas um barco (de 2 canoístas) para o evento. Um total de 13 vagas de qualificação estavam disponíveis, inicialmente alocadas conforme o seguinte:
- 8 vagas concedidas pelo Campeonato Mundial de Canoagem de Velocidade de 2019;
- 5 vagas concedidas através de torneios continentais, 1 por continente.

As vagas de qualificação eram concedidas ao CON, não aos canoístas individuais que conquistaram a vaga.
Isaquias Queiroz, do Brasil, qualificou-se tanto para o C-2 quanto para o C-1, resultando em uma vaga adicional para o C-2, com a República Checa adicionando esta vaga à sua no C-1 para participar do C-2. Isto elevou o total de barcos no evento para 14. O torneio continental das Américas foi cancelado e vaga foi alocada através do Campeonato Mundial, sendo distribuída para o Canadá. A vaga da Oceania também foi realocada, com a Europa recebendo uma segunda vaga.

## Formato
A canoagem de velocidade utiliza um formato de quatro fases para eventos com pelo menos 11 barcos, com eliminatórias, quartas de final, semifinais e finais. Para um evento com 14 barcos, as fases são conforme abaixo:
- Eliminatórias: duas baterias com 7 barcos em cada. Os dois melhores barcos em cada bateria (4 no total) avançam diretamente às semifinais, com os outros 10 barcos indo às quartas de final;
- Quartas de final: duas baterias com 5 barcos em cada. Os três melhores barcos em cada bateria (6 no total) avançam às semifinais, com os 4 restantes eliminados da briga por medalhas e competindo na final B;
- Semifinais: duas baterias com 5 barcos em cada. Os quatro melhores barcos em cada eliminatória (8 no total) avançam à final A, com os dois barcos restantes fora da briga por medalhas e indo para a final B;
- Finais: a final A consiste nos melhores 8 barcos, concedendo medalhas aos três primeiros e classificando até o oitavo lugar. A final B conta com os 6 barcos restantes, classificando até o 14º lugar.

O percurso é um trajeto de águas planas com 9 metros de largura. O nome do evento descreve o formato particular da canoagem de velocidade. O formato "C" significa uma canoa, na qual o canoísta fica ajoelhado e utiliza um único remo para remar e dirigir (em oposição ao caiaque, em que o canoísta fica sentado, utiliza dois remos e tem um leme operado pelo pé). O "2" é o número de canoístas em cada barco. Os "1000 metros" são a distância da prova.

## Calendário
Horário local (UTC+9)
| Dia         | Horário | Fase             |
| ----------- | ------- | ---------------- |
| 2 de agosto | 10:05   | Eliminatórias    |
| 2 de agosto | 12:20   | Quartas de final |
| 3 de agosto | 9:45    | Semifinal        |
| 3 de agosto | 11:45   | Final            |

## Medalhistas
| Ouro   | CUB Serguey Torres e Fernando Jorge |
| Prata  | CHN Liu Hao e Zheng Pengfei         |
| Bronze | GER Sebastian Brendel e Tim Hecker  |

## Resultados

### Eliminatórias
O evento começou com as eliminatórias em 2 de agosto de 2021. Os dois primeiros barcos em cada bateria avançam diretamente para as semifinais e os restantes para as quartas de final.

#### Eliminatória 1
| Pos. | Raia | Canoístas                            | CON             | Tempo    | Notas |
| ---- | ---- | ------------------------------------ | --------------- | -------- | ----- |
| 1    | 6    | Liu Hao Zheng Pengfei                | CHN China       | 3:37.783 | SF    |
| 2    | 5    | Serguey Torres Fernando Jorge        | CUB Cuba        | 3:39.028 | SF    |
| 3    | 4    | Jacky Godmann Isaquias Queiroz       | BRA Brasil      | 3:48.378 | QF    |
| 4    | 1    | Sergey Yemelyanov Timofey Yemelyanov | KAZ Cazaquistão | 3:49.079 | QF    |
| 5    | 7    | Roland Varga Connor Fitzpatrick      | CAN Canadá      | 3:49.263 | QF    |
| 6    | 3    | Wiktor Głazunow Tomasz Barniak       | POL Polônia     | 3:49.956 | QF    |
| 7    | 2    | Balázs Adolf Dániel Fejes            | HUN Hungria     | 3:53.964 | QF    |

#### Eliminatória 2
| Pos. | Raia | Canoístas                                          | CON                     | Tempo    | Notas |
| ---- | ---- | -------------------------------------------------- | ----------------------- | -------- | ----- |
| 1    | 5    | Sebastian Brendel Tim Hecker                       | GER Alemanha            | 3:42.774 | SF    |
| 2    | 7    | Cayetano García Pablo Martínez                     | ESP Espanha             | 3:44.947 | SF    |
| 3    | 3    | Petr Fuksa Martin Fuksa                            | CZE República Checa     | 3:53.056 | QF    |
| 4    | 4    | Viktor Melantyev Vladislav Chebotar                | ROC                     | 4:00.218 | QF    |
| 5    | 2    | Cătălin Chirilă Victor Mihalachi                   | ROU Romênia             | 4:00.459 | QF    |
| 6    | 6    | Pavlo Altukhov Dmytro Ianchuk                      | UKR Ucrânia             | 4:06.089 | QF    |
| 7    | 1    | Buly da Conceição Triste Roque Fernandes dos Ramos | STP São Tomé e Príncipe | 4:34.880 | QF    |

### Quartas de final
Nas quartas de final, realizadas em 2 de agosto de 2021, os três primeiros barcos em cada bateria avançam para as semifinais e os restantes para a final B.

#### Quartas de final 1
| Pos. | Raia | Canoístas                           | CON         | Tempo    | Notas |
| ---- | ---- | ----------------------------------- | ----------- | -------- | ----- |
| 1    | 5    | Jacky Godmann Isaquias Queiroz      | BRA Brasil  | 3:48.611 | SF    |
| 2    | 2    | Pavlo Altukhov Dmytro Ianchuk       | UKR Ucrânia | 3:49.356 | SF    |
| 3    | 3    | Cătălin Chirilă Victor Mihalachi    | ROU Romênia | 3:51.565 | SF    |
| 4    | 6    | Balázs Adolf Dániel Fejes           | HUN Hungria | 3:53.559 | FB    |
| 5    | 4    | Viktor Melantyev Vladislav Chebotar | ROC         | 4:09.956 | FB    |

#### Quartas de final 2
| Pos. | Raia | Canoístas                                          | CON                     | Tempo    | Notas |
| ---- | ---- | -------------------------------------------------- | ----------------------- | -------- | ----- |
| 1    | 6    | Wiktor Głazunow Tomasz Barniak                     | POL Polônia             | 3:49.770 | SF    |
| 2    | 5    | Petr Fuksa Martin Fuksa                            | CZE República Checa     | 3:50.635 | SF    |
| 3    | 3    | Roland Varga Connor Fitzpatrick                    | CAN Canadá              | 3:50.768 | SF    |
| 4    | 4    | Sergey Yemelyanov Timofey Yemelyanov               | KAZ Cazaquistão         | 3:55.157 | FB    |
| 5    | 2    | Buly da Conceição Triste Roque Fernandes dos Ramos | STP São Tomé e Príncipe | 4:44.055 | FB    |

### Semifinais
Nas semifinais, realizadas em 3 de agosto de 2021, os quatro primeiros barcos em cada bateria avançam para a final A e os restantes para a final B.

#### Semifinal 1
| Pos. | Raia | Canoístas                        | CON         | Tempo    | Notas  |
| ---- | ---- | -------------------------------- | ----------- | -------- | ------ |
| 1    | 4    | Liu Hao Zheng Pengfei            | CHN China   | 3:27.023 | OB, FA |
| 2    | 2    | Cătălin Chirilă Victor Mihalachi | ROU Romênia | 3:27.399 | FA     |
| 3    | 3    | Wiktor Głazunow Tomasz Barniak   | POL Polônia | 3:28.282 | FA     |
| 4    | 5    | Cayetano García Pablo Martínez   | ESP Espanha | 3:28.594 | FA     |
| 5    | 6    | Pavlo Altukhov Dmytro Ianchuk    | UKR Ucrânia | 3:28.775 | FB     |

#### Semifinal 2
| Pos. | Raia | Canoístas                       | CON                 | Tempo    | Notas  |
| ---- | ---- | ------------------------------- | ------------------- | -------- | ------ |
| 1    | 4    | Sebastian Brendel Tim Hecker    | GER Alemanha        | 3:26.812 | OB, FA |
| 2    | 5    | Serguey Torres Fernando Jorge   | CUB Cuba            | 3:27.102 | FA     |
| 3    | 2    | Roland Varga Connor Fitzpatrick | CAN Canadá          | 3:27.145 | FA     |
| 4    | 3    | Jacky Godmann Isaquias Queiroz  | BRA Brasil          | 3:27.167 | FA     |
| 5    | 6    | Petr Fuksa Martin Fuksa         | CZE República Checa | 3:28.927 | FB     |

### Finais
Nas finais, realizadas em 3 de agosto de 2021, os barcos participantes da final A disputaram as medalhas e os da final B para ficar entre a 9ª e a 14ª colocação.

#### Final A
| Pos.              | Raia | Canoístas                        | CON          | Tempo    | Notas |
| ----------------- | ---- | -------------------------------- | ------------ | -------- | ----- |
| Medalha de ouro   | 6    | Serguey Torres Fernando Jorge    | CUB Cuba     | 3:24.995 | OB    |
| Medalha de prata  | 5    | Liu Hao Zheng Pengfei            | CHN China    | 3:25.198 |       |
| Medalha de bronze | 4    | Sebastian Brendel Tim Hecker     | GER Alemanha | 3:25.615 |       |
| 4                 | 8    | Jacky Godmann Isaquias Queiroz   | BRA Brasil   | 3:27.603 |       |
| 5                 | 3    | Cătălin Chirilă Victor Mihalachi | ROU Romênia  | 3:29.285 |       |
| 6                 | 2    | Roland Varga Connor Fitzpatrick  | CAN Canadá   | 3:30.157 |       |
| 7                 | 7    | Wiktor Głazunow Tomasz Barniak   | POL Polônia  | 3:32.317 |       |
| 8                 | 1    | Cayetano García Pablo Martínez   | ESP Espanha  | 3:41.572 |       |

#### Final B
| Pos. | Raia | Canoístas                                          | CON                     | Tempo    | Notas |
| ---- | ---- | -------------------------------------------------- | ----------------------- | -------- | ----- |
| 9    | 2    | Viktor Melantyev Vladislav Chebotar                | ROC                     | 3:30.406 |       |
| 10   | 4    | Petr Fuksa Martin Fuksa                            | CZE República Checa     | 3:31.240 |       |
| 11   | 6    | Balázs Adolf Dániel Fejes                          | HUN Hungria             | 3:32.076 |       |
| 12   | 3    | Sergey Yemelyanov Timofey Yemelyanov               | KAZ Cazaquistão         | 3:32.873 |       |
| 13   | 5    | Pavlo Altukhov Dmytro Ianchuk                      | UKR Ucrânia             | 3:33.330 |       |
| 14   | 7    | Buly da Conceição Triste Roque Fernandes dos Ramos | STP São Tomé e Príncipe | 4:12.075 |       |

Legenda
| Recorde mundial      | Recorde mundial (World record)               |                       | Recorde africano                      | Recorde africano (African) |                                           | Q | Classificado por posição (Qualified) |
| Recorde olímpico     | Recorde olímpico (Olympic record)            | Recorde da América    | Recorde da América (Americas)         | q                          | Classificado por melhor tempo (Qualified) |   |                                      |
| Melhor marca do ano  | Melhor marca do ano (World leading)          | Recorde asiático      | Recorde asiático (Asian)              | DNS                        | Não largou (Did not start)                |   |                                      |
| Recorde nacional     | Recorde nacional (National record)           | Recorde europeu       | Recorde europeu (European)            | DNF                        | Não terminou (Did not finish)             |   |                                      |
| Recorde pessoal      | Recorde pessoal do atleta (Personal best)    | Recorde da Oceania    | Recorde da Oceania (Oceania)          | DSQ / DQ                   | Desclassificado (Disqualified)            |   |                                      |
| Recorde da temporada | Recorde da temporada do atleta (Season best) | Recorde sul-americano | Recorde sul-americano (South America) | NM                         | Sem marca (No mark)                       |   |                                      |